# David Nofoaluma

a Compétitions nationales et continentales officielles uniquement.

b Matchs officiels uniquement.
David Nofoaluma, né le 28 novembre 1993 à Newcastle (Australie), est un joueur de rugby à XIII australien d'origine samoane et serbe évoluant au poste d'ailier, de centre ou d'arrière dans les années 2010 et 2020.
Pratiquant le rugby à XIII dès son plus jeune âge, il est vite repéré par le club australien des Wests Tigers qui l'incorporent dans ses équipes jeunes.  Il fait ses débuts en National Rugby League (« NRL ») avec les Wests Tigers lors de la saison 2013 avant ses vingt ans, aux côtés de James Tedesco, et s'installe durant dix ans dans la peau d'un titulaire en son sein comptabilisant près de 200 matchs de NRL, sans toutefois parvenir une seule fois à se qualifier pour le phase finale. Il devient par ailleurs le meilleur marqueur d'essais de l'histoire de ce club avec cent essais inscrits et est nommé comme meilleur ailier de la saison 2020. En 2023, il effectue un prêt au Melbourne Storm disputant alors sa première et unique rencontre de phase finale de NRL. Poussé vers la sortie par le club alors repris en main par Benji Marshall, il quitte la NRL et signe en Angleterre aux Salford Red Devils pour la saison 2024 en disputant la Super League, mais met rapidement un terme à cette expérience en raison d'un mal du pays et retourne en Australie en division inférieure. Toutefois, fin 2024, il renoue une nouvelle expérience à l'étranger en signant pour le XIII Baroudeur de Pia dans le Championnat de France où il s'y trouve être une tête d'affiche.
Parallèlement, en raison de ses origines, il connaît des sélections en équipe nationale des Samoa entre 2016 et 2022, puis avec l'équipe nationale de Serbie en 2024.

## Palmarès
- Collectif : 
  - Vainqueur du City vs Country Origin : 2016 (City).

- Individuel :
  - Elu meilleur ailier de la National Rugby League : 2020 (Wests Tigers).

### Détails en club
| Saison | Saison                | Championnat           | Championnat | Championnat | Championnat | Championnat | Championnat | Championnat | Sélection / | Sélection / | Sélection / | Sélection / | Sélection / | Sélection / | Sélection / |
| Saison | Saison                | Comp.                 | Class.      | M           | Pts         | Ess.        | Buts        | Dp.         | Comp.       | M           | Pts         | Ess.        | Buts        | Dp.         |             |
| ------ | --------------------- | --------------------- | ----------- | ----------- | ----------- | ----------- | ----------- | ----------- | ----------- | ----------- | ----------- | ----------- | ----------- | ----------- | ----------- |
| 2013   | Wests Tigers          | National Rugby League | 15e         | 15          | 32          | 8           | -           | -           |             |             |             |             |             |             |             |
| 2014   | Wests Tigers          | National Rugby League | 13e         | 15          | 28          | 7           | -           | -           |             |             |             |             |             |             |             |
| 2015   | Wests Tigers          | National Rugby League | 15e         | 10          | 24          | 6           | -           | -           |             |             |             |             |             |             |             |
| 2016   | Wests Tigers          | National Rugby League | 9e          | 23          | 56          | 14          | -           | -           |             | 1           | -           | -           | -           | -           |             |
| 2017   | Wests Tigers          | National Rugby League | 14e         | 24          | 32          | 8           | -           | -           |             |             |             |             |             |             |             |
| 2018   | Wests Tigers          | National Rugby League | 9e          | 18          | 24          | 6           | -           | -           |             |             |             |             |             |             |             |
| 2019   | Wests Tigers          | National Rugby League | 9e          | 14          | 32          | 8           | -           | -           |             | 1           | -           | -           | -           | -           |             |
| 2020   | Wests Tigers          | National Rugby League | 11e         | 20          | 68          | 17          | -           | -           |             |             |             |             |             |             |             |
| 2021   | Wests Tigers          | National Rugby League | 13e         | 24          | 52          | 12          | -           | -           |             |             |             |             |             |             |             |
| 2022   | Wests Tigers          | National Rugby League | 17e         | 12          | 32          | 8           | -           | -           |             | 1           | -           | -           | -           | -           |             |
| 2022   | Melbourne Storm       | National Rugby League | 1er tour    | 6           | 16          | 4           | -           | -           |             |             |             |             |             |             |             |
| 2023   | Wests Tigers          | National Rugby League | 17e         | 17          | 20          | 5           | -           | -           |             |             |             |             |             |             |             |
| 2024   | Salford City Reds     | Super League          | 1er tour    | 2           | -           | -           | -           | -           |             | 2           | 4           | 1           | -           | -           |             |
| 2024   | XIII Baroudeur de Pia | Championnat de France | 1er tour    | 14          | 20          | 5           | -           | -           |             |             |             |             |             |             |             |